# Prix de Rome

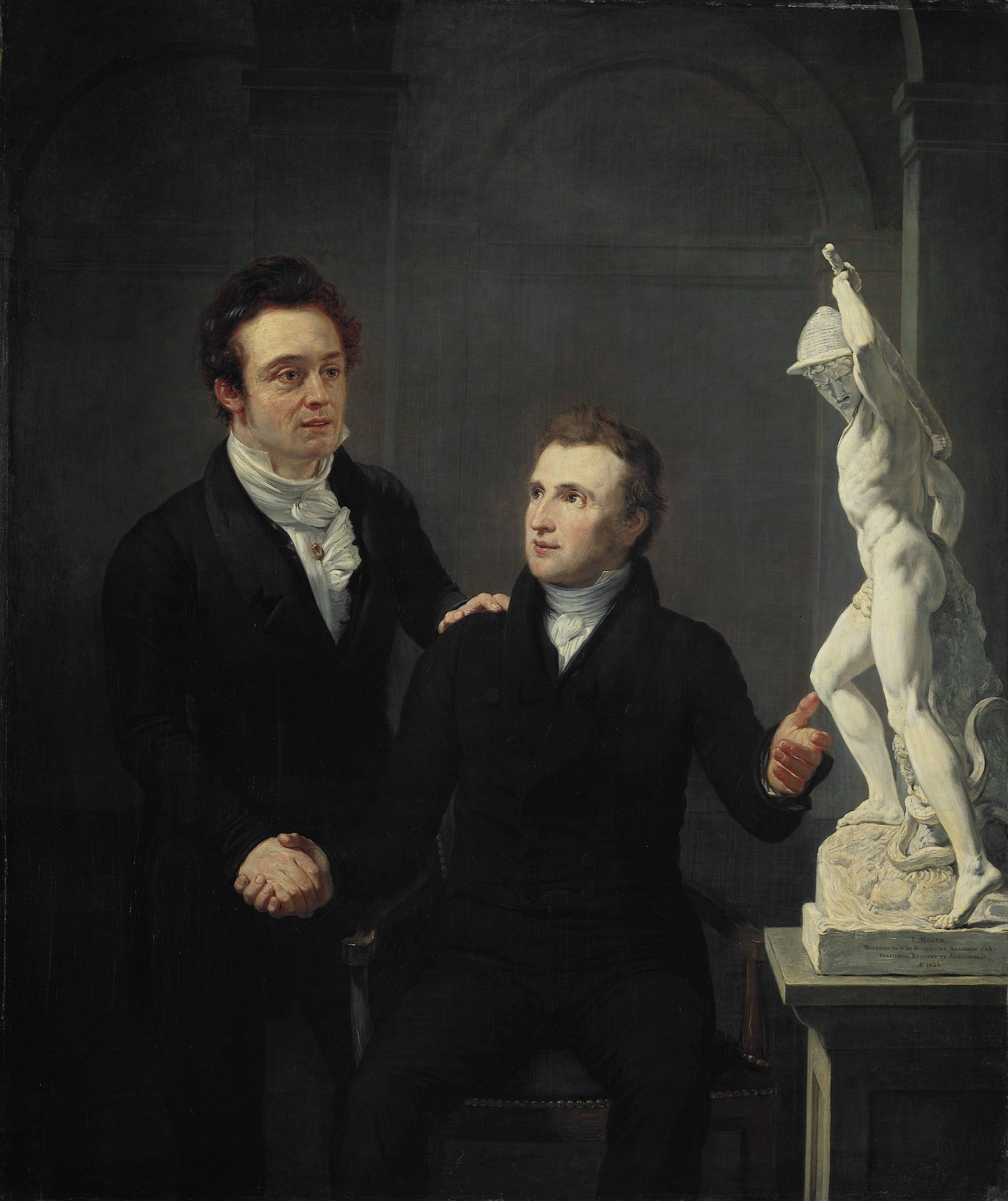
A.B. Roothaan feliciteert zijn vriend Louis Royer met het winnen van de Prix de Rome voor zijn beeld van een Griekse herder. Schilderij van Jan Willem Pieneman (1825).

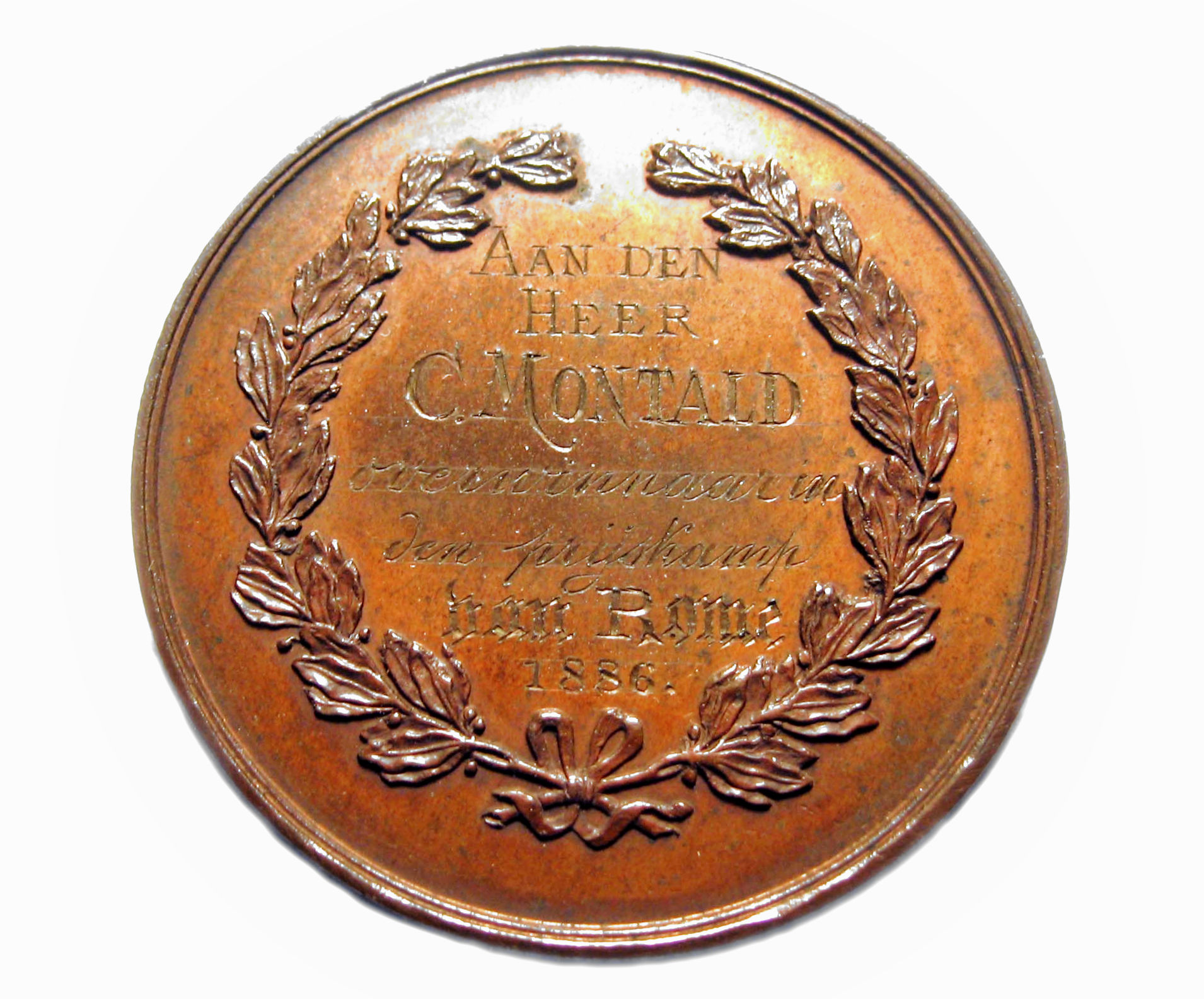
Penning behorend bij de Prix de Rome in 1886

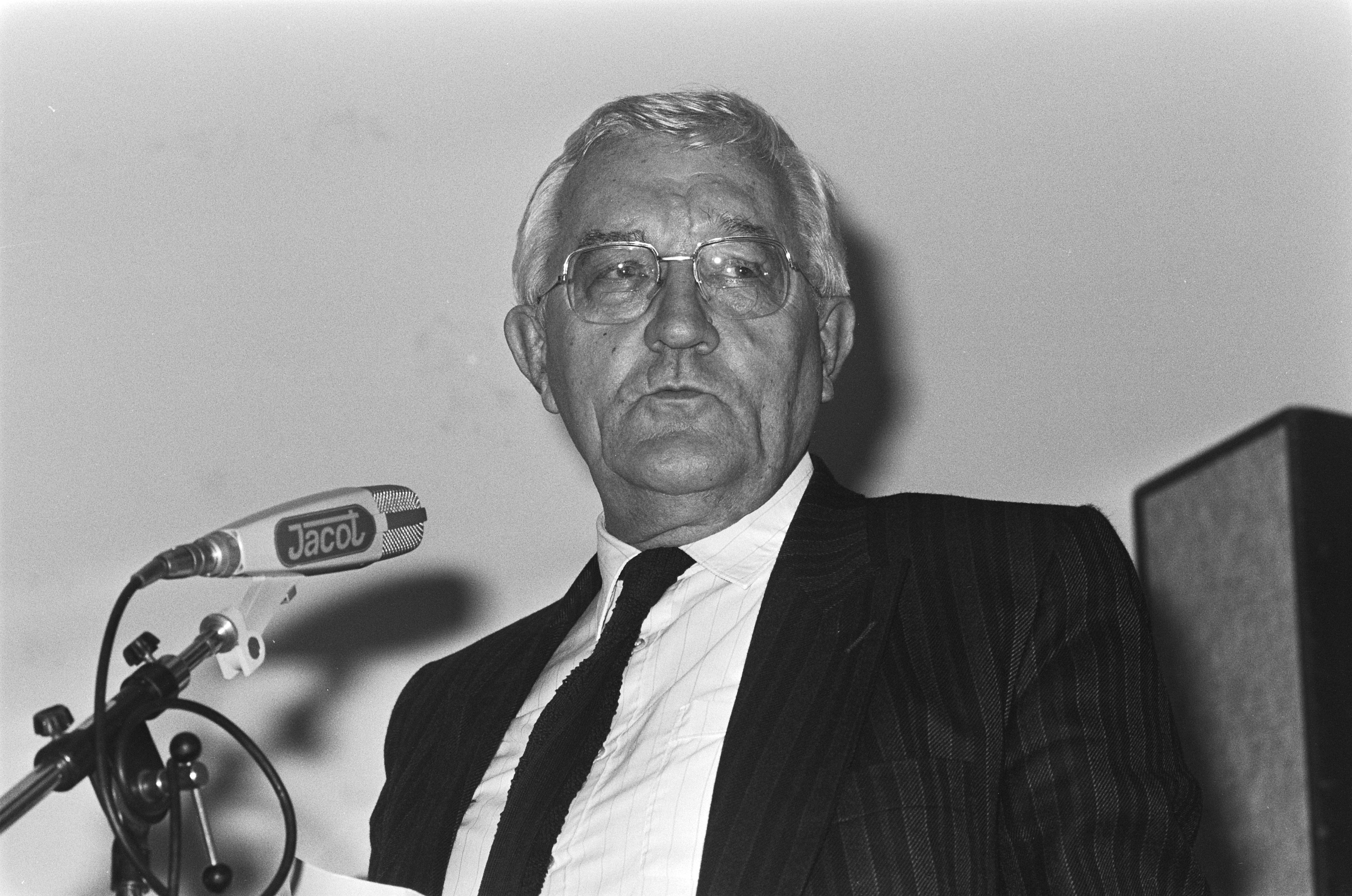
Jan Kassies opent tentoonstelling "100 jaar Prix de Rome" en maakt winnaars Prix de Rome 1985 bekend

De Prix de Rome (Frans voor Prijs van Rome) is een prestigieuze aanmoedigingsprijs voor jonge kunstenaars en architecten, oorspronkelijk bestaande uit een studiereis naar Rome, die in 1663 in Frankrijk is ingesteld en later door andere landen is overgenomen en beschikbaar wordt gesteld in de disciplines architectuur, beeldhouwkunst, compositie, grafiek en schilderkunst.

## Oorsprong
Vanaf het begin van de 16e eeuw geldt de klassieke oudheid als bakermat van de Europese kunst. Voor de meeste Noord-Europese kunstenaars ontbraken echter de mogelijkheden om het klassieke Rome te bezoeken. Koning Lodewijk XIV besloot dat Franse kunstenaars de kunstuitingen uit die periode met eigen ogen moesten kunnen bekijken en bestuderen. Daarom stelde de door hem opgerichte Académie Royale de Peinture et de Sculpture in 1666 de Prix de Rome in. De prijs bestond uit een geldbedrag (stipendium) waarmee de winnaar vier jaar in Rome kon werken aan de Académie de France, die toen was gevestigd in de Villa Medici. Er waren ook "Tweede Prijzen", die de winnaars toelieten om in dezelfde academie te werken, maar voor een kortere tijd.
De prijs was in Frankrijk zeer gewild. Eugène Delacroix, Édouard Manet, Edgar Degas en Maurice Ravel hebben tevergeefs getracht de Prix de Rome te bemachtigen. Peter Benoit is het wel gelukt. Hector Berlioz heeft vijf pogingen nodig gehad om de prijs te bemachtigen. Nadat Jacques-Louis David drie jaar achter elkaar had gefaald, overwoog hij zelfmoord.
Wie dit diploma in de eerste helft van de 20e eeuw wilde bekomen moest hiertoe een drietal weken in afzondering om er een eigen kunstwerk te ontwerpen en volledig af te werken, zonder enig contact met de buitenwereld. Voor de muziek bestond het examen uit het schrijven van een fuga.
In 1968 werd de oorspronkelijke Franse Prix de Rome door André Malraux afgeschaft.
Sinds 1968 wordt deze prijs in diverse landen, waaronder België, Nederland en Canada, uitgereikt aan kunstenaars die waardig geacht worden deze prijs als aanmoediging te ontvangen.

## Nederland
In Nederland bestaat sinds 1808 onder de naam Prix de Rome een aanmoedigingsprijs voor jonge kunstenaars en architecten. De prijs werd door Lodewijk Napoleon in het Koninkrijk Holland ingevoerd. In 1817 bevestigde Koning Willem I het bestaan van de prijs, als onderdeel van de oprichting van een "Koninklijke Akademie" in Amsterdam en Antwerpen. De academies moesten per jaar een wisselend systeem van concoursen organiseren voor het winnen van een reis naar Rome, de zogenaamde "Groote Prijs". Het duurde echter tot 1823 voordat men deze wedstrijd voor het eerst zou organiseren.
Minister Thorbecke hief de prijs in 1851 op, maar in de Wet op de Rijksacademie van 26 mei 1870 legde Koning Willem III de prijs weer officieel vast. De verantwoordelijkheid voor handhaving van bepalingen en spelregels berust sindsdien bij de directeur van de Rijksakademie van Beeldende Kunsten.
De prijs werd uitgereikt op het gebied van de Schone Kunsten en van de Schone Bouwkunst. Men kende een eerste en een tweede prijs, bestaande uit een gouden en een zilveren "eerepenning". Vanaf 1884 ontving de winnaar van het goud bovendien jaarlijks een stipendium van twaalfhonderd gulden.
Het doel van de Prix de Rome bleef ongewijzigd: de prijs moedigde met een grote geldprijs jonge beeldend kunstenaars en architecten aan in hun ontwikkeling, bij voorkeur met een internationale oriëntatie. Ook de drie fasen bleven gehandhaafd: na een voorronde (de wedstrijd) volgde de eindronde, een werkperiode voor de vier genomineerden in de Rijksacademie. Het werk dat in deze periode werd gemaakt was de basis voor de eindbeoordeling en werd daarna gepresenteerd in een tentoonstelling en een publicatie. Veel aandacht ging uit naar de processen die tot deze resultaten leidden, zowel bij de genomineerde kunstenaars als bij de jury's.
In 1985 werd de opzet van de Prix de Rome - gelijktijdig met de reorganisatie van de Rijksacademie - gewijzigd. Het prijzengeld werd verhoogd en meer kunstenaars werden in de gelegenheid gesteld deel te nemen. Stimulering van de artistieke ontwikkeling in een internationale context stond nog steeds centraal. De Prix de Rome was opgezet als een wedstrijd en kende een cyclus van vijf jaar, waarin tien terreinen van beeldende kunst en architectuur steeds paarsgewijs aan bod kwamen:
- 1 - Tekenen - Grafiek
- 2 - Schilderen - Theater/Beeldende Kunst
- 3 - Architectuur - Stedenbouw & Landschapsarchitectuur
- 4 - Fotografie - Film & Video
- 5 - Beeldhouwen - Beeldende Kunst en Publieke Ruimte

Elke vier jaar is er sinds 2005 een architectuurprijs en elke twee jaar een voor beeldende kunst. De financiering en organisatie is sinds 2012 in handen van het Mondriaan Fonds.

### Mondriaan Fonds
In 2012 werd de organisatie van de Prix de Rome overgedragen aan het Mondriaan Fonds. Het doel van de prijs bleef ongewijzigd, maar de systematiek is enigszins aangepast. De open inschrijving is vervangen door een systeem waarbij kunstenaars en architecten worden voorgedragen door scouts die elk twee namen kunnen voordragen. Daarnaast kunnen derden, onder wie ook kunstenaars en architecten zelf, via het Mondriaan Fonds namen van kandidaten voordragen aan de jury. De jury selecteert uit de voorgedragen kandidaten vier kunstenaars of architecten die ieder een werkbudget van ontvangen. De kunstenaars en architecten op de shortlist hebben vijf maanden de tijd om nieuw werk te maken waarop zij uiteindelijk door de jury worden beoordeeld. Voor architecten wordt door de jury een opdracht geformuleerd. De winnaar ontvangt in 2025 een bedrag van € 60.000. 

### Winnaars

#### 1807-1821 (toelages)
- 1807 - Christian Didrik Forssell (grafiek), Jean Eugène Charles Alberti, Woutherus Mol en Philip van der Wal (historie), Abraham Teerlink en Pieter Rudolph Kleijn (landschap)
- 1808 - Jozef Karel De Meulemeester (grafiek), Tjarko Cramer (historie), J.A. Knip (landschap), Jan de Greef, Zeger Reyers en Anthonie Sminck Pitloo (architectuur)
- 1809 - Paulus Joseph Gabriël (beeldhouwkunst), Jan David Zocher (architectuur)
- 1819 - Ferdinand de Braekeleer (historie)
- 1821 - Jean Baptiste Lodewijk Maes (historie)

#### 1823-1985
| - 1823 - Louis Royer (beeldhouwkunst) - 1825 - Jean Baptiste de Fiennes (schilderkunst) - 1827 - Johannes Craner (architectuur) - 1829 - Johannes de Mare (grafiek) - 1831 - Hendrik Willem Cramer (schilderkunst) - 1836 - Hendrik Willem Couwenberg (grafiek) - 1839 - Johan Hendrik Koelman (schilderkunst) - 1841 - John de Koningh (beeldhouwkunst) - 1849 - Jan François Brouwenaar (beeldhouwkunst) - 1884 - Jacobus van Looy & Jan Dunselman (schilderkunst) - 1885 - Pier Pander (beeldhouwkunst) - 1887 - Paul Rink (schilderkunst) - 1888 - Eduard Jacobs (beeldhouwkunst) - 1890 - Henri Goovaerts (schilderkunst) - 1896 - Johan Wortman (beeldhouwkunst) - 1899 - Frederik Helle - 1899 - Julie Mijnssen (beeldhouwkunst) - 1900 - J.F. Buchel (bouwkunst) - 1901 - J.H.W. Leliman (bouwkunst) - 1901 - Herman Gouwe (1e prijs schilderkunst), Martin Monnickendam (2e prijs) - 1902 - Frederik Engel Jeltsema (1e prijs beeldhouwkunst), Kees Smout (2e prijs) - 1904 - Jan Sluijters (schilderkunst) - 1905 - Kees Smout (beeldhouwkunst) - 1906 - J.M. van der Mey (architectuur) - 1907 - Tjeerd Bottema (1e prijs schilderkunst), Frans Hogerwaard (2e prijs) - 1908 - Bon Ingen-Housz (beeldhouwkunst) - 1909 - D.F. Slothouwer (bouwkunst) - 1910 - Frans Hogerwaard (1e prijs schilderkunst), A.J.J. Verschuuren | - 1911 - Jef Huygh (architect) - 1913 - David Bueno de Mesquita (schilderkunst),Engelina Valença (graveerkunst) - 1917 - Charles Vos (beeldhouwkunst) - 1918 - H.P.J. de Vries (architectuur) - 1920 - Corrie Demmink (beeldhouwkunst) - 1921 - Cornelis van Eesteren (architectuur) - 1922 - Charles Eyck (schilderkunst) - 1923 - Frits van Hall (beeldhouwkunst) - 1924 - Johannes P.L. Hendriks (architectuur) - 1925 - Toon Lüske (schilderkunst) - 1926 - Jobs Wertheim (beeldhouwkunst) - 1929 - Corinne Franzén-Heslenfeld (beeldhouwkunst) - 1931 - Han van der Kop (schilderkunst) - 1932 - Nel Klaassen (1e prijs beeldhouwkunst), Gerrit van der Veen (2e prijs beeldhouwkunst), Dick Broos (1e prijs schilderkunst), J. Bouhuijs (2e prijs schilderkunst( - 1933 - Kuno Brinks (1e prijs grafische kunst), N.J.H. Levigne (2e prijs grafische kunst) - 1934 - Gerrit Bolhuis (1e prijs beeldhouwkunst), Ien Hulshoff Pol (2e prijs beeldhouwkunst), Jan Hul (schilderkunst) - 1935 - Arthur Staal (architectuur) - 1936 - Wessel Couzijn (1e prijs beeldhouwkunst), Anna Rutgers van der Loeff (2e prijs beeldhouwkunst) - 1938 - Niel Steenbergen (beeldhouwkunst) - 1940 - Johan Limpers (beeldhouwkunst) - 1940 - A. van der Weijden (schilderkunst) - 1941 - Piet Schoenmakers (grafische kunst) - 1942 - J. Rozendael (vrije schilderkunst) - 1946 - Jaap Schipper (bouwkunst) - 1947 - Cor Hund (1e prijs beeldhouwkunst), Nico Onkenhout (2e prijs beeldhouwkunst) - 1947 - Marius de Leeuw (schilderkunst) - 1948 - Jan Sleper (grafische kunst) - 1949 - Pieter Defesche (vrije schilderkunst) - 1949 - Emma Beatrice Haije (1e prijs beeldhouwkunst), René van Seumeren (2e prijs beeldhouwkunst) - 1950 - Rutger Dirk Bleeker (architectuur), zilveren medaille. De gouden medaille werd in 1950 niet uitgegeven. | - 1951 - Auke Hettema (beeldhouwkunst) - 1952 - Erik Thorn Leeson (grafische kunst) - 1953 - Hans IJdo (beeldhouwkunst) - 1953 - Ad Dekkers (schilderkunst) - 1954 - Joost van der Grinten (architectuur) - 1955 - Ada Dekker (schilderkunst) - 1955 - Ek van Zanten (beeldhouwkunst) - 1957 - Emmy Eerdmans (schilderkunst) - 1958 - Wim Quist (architectuur) - 1959 - Nico Rolle (schilderkunst) - 1959 - Gooitzen de Jong (beeldhouwkunst) - 1959 - Wim Vaarzon Morel (2e prijs grafische kunst) - 1961 - Nico Bakker (schilderkunst) - 1961 - Frank Letterie (beeldhouwkunst) - 1962 - Piet Blom (architectuur) - 1963 - David de Goede (beeldhouwkunst) - 1965 - Cokkie du Mortier (schilderkunst) - 1965 - Jan Spiering (beeldhouwkunst) - 1966 - Carel Weeber (architectuur) - 1969 - Hélène Grégoire (schilderkunst) - 1969 - Jet Schepp (beeldhouwkunst) - 1972 - Lau Heidendael (grafische kunst) - 1973 - Janneke Tangelder (schilderkunst) - 1973 - Els van Rees-Burger (beeldhouwkunst) - 1975 - Tony van de Vorst (beeldhouwkunst) - 1976 - Philip Boas (grafische kunst) - 1977 - Arie Schippers (schilderkunst) - 1979 - Martin van de Laar (schilderkunst) - 1980 - Edu Kisman (grafische kunst) - 1983 - Marie van Leeuwen (schilderkunst) - 1984 - Marjo Postma (1e prijs grafische kunst), Ada de Koning (2e prijs grafische kunst) |

#### 1985-heden
| jaar | soort                                                       | 1e prijs                             | 2e prijs                        | basisprijs 1                 | basisprijs 2                                   |  |
| ---- | ----------------------------------------------------------- | ------------------------------------ | ------------------------------- | ---------------------------- | ---------------------------------------------- |  |
| 1985 | Schilderen                                                  | Marien Schouten                      | Berend Hoekstra                 | Marc Mulders                 | Maarten van der Ploeg                          |  |
| 1985 | Beeldhouwen                                                 | Leo Vroegindeweij                    | Cor van Dijk                    | Niek Kemps                   | Marc Ruygrok                                   |  |
| 1986 | Architectuur                                                | Wim van den Bergh                    | Koen van Velsen                 | Peter Defesche               | Guido Swart                                    |  |
| 1986 | Stedenbouw en landschapsarchitectuur                        | Rik van Dolderen                     | Harm Veenenbos                  | Paul van Beeck               | Mathieu Derckx                                 |  |
| 1987 | Beeldhouwen                                                 | Jan van de Pavert                    | Berend Strik                    | Hans van Houwelingen         | Hans van Meeuwen                               |  |
| 1987 | Kunst en Publieke Ruimte                                    | Jan van den Dobbelsteen              | -                               | -                            | -                                              |  |
| 1988 | Grafiek                                                     | Erik Andriesse                       | Ludo Slagmolen                  | Jan Schoenmakers             | Willem Oorebeek                                |  |
| 1988 | Grafische Vormgeving                                        | Brian Meijers                        | Mevis & Van Deursen             | Wim den Hertog               | Lex Reitsma                                    |  |
| 1989 | Schilderen                                                  | Bettie van Haaster                   | Rob Birza                       | Lisa Couwenbergh             | W.J.M. Kok                                     |  |
| 1989 | Beeldende Kunst/Theater                                     | -                                    | -                               | Peter Baren Sanne Danz       | Hans Klasema Erik Kouwenhoven                  |  |
| 1990 | Stedenbouw en landschapsarchitectuur                        | Adriaan Geuze                        | Wilke Diekema                   | Bruno Doedens                |                                                |  |
| 1990 | Architectuur                                                | Bert Dirrix                          | Roberto Meyer                   | Rik Lagerwaard               |                                                |  |
| 1991 | Fotografie                                                  | -                                    | Romy Finke                      | Korrie Besems                | Claudia Kölgen Bob Negrijn                     |  |
| 1991 | Film & Video                                                | -                                    | -                               | Jozef van der Heijden        | René Hazekamp Bill Spinhoven                   |  |
| 1992 | Beeldhouwen                                                 | Karin Arink                          | Tom Claassen                    | Joep van Lieshout            | Marlene Staals                                 |  |
| 1992 | Kunst en Publieke Ruimte                                    | Suchan Kinoshita                     | Mark Manders                    | Noor de Rooy                 | Marijke van Warmerdam                          |  |
| 1993 | Tekenen                                                     | Paul Klemann                         | Bernadette Beunk                | David Bade                   | -                                              |  |
| 1993 | Grafische vormgeving                                        | Hewald Jongenelis                    | Wapke Feenstra                  | Britta Huttenlocher          | Remco Vlaanderen                               |  |
| 1994 | Schilderen                                                  | Ed Gebski                            | Avery Preesman                  | Michael Raedecker            | Robert Zandvliet                               |  |
| 1994 | Beeldende Kunst/Theater                                     | Ida Lohman                           | Yvonne Dröge Wendel             | Bart Gorter                  | -                                              |  |
| 1995 | Architectuur                                                | Rob Hootsmans                        | -                               | Jen Alkema Moriko Kira       | Reinier Ubels                                  |  |
| 1995 | Stedenbouw en landschapsarchitectuur                        | Branimir Medic                       | -                               | Pero Puljiz Erwin Bot        | Joost van Hezewijk                             |  |
| 1996 | Fotografie                                                  | Paul Kooiker                         | Hans Wijninga                   | Desiree Dolron               | Astrid Hermes                                  |  |
| 1996 | Film & Video                                                | -                                    | Imogen Stidworthy               | Marieke van der Lippe        | Jeroen de Rijke Willem de Rooij Jeroen Eisinga |  |
| 1997 | Beeldhouwen                                                 | Femke Schaap                         | Erzsébet Baerveldt              | Úna Henry                    | Theo van Meerendonk                            |  |
| 1997 | Kunst en Publieke Ruimte                                    | Alicia Framis                        | Erik Weeda                      | Birthe Leemeijer             | Sjaak Langenberg                               |  |
| 1998 | Tekenen                                                     | Paul Nassenstein                     | Mariëtte Renssen                | Walter van Broekhuizen       | Marc Nagtzaam                                  |  |
| 1998 | Grafische vormgeving                                        | Agata Zwierzyñska                    | Bibo                            | Rinke Nijburg                | Thomas Buxó                                    |  |
| 1999 | Schilderen                                                  | Charlotte Schleiffert                | Erik van Lieshout               | Gé-Karel van der Sterren     | Gijs Frieling                                  |  |
| 1999 | Beeldende Kunst/Theater                                     | Cees Krijnen                         | Germaine Kruip                  | Jennifer Tee                 | -                                              |  |
| 2001 | Architectuur                                                | Gianni Cito                          | Theo Hauben                     | Marion Regitko               | Fjodor Richter                                 |  |
| 2001 | Stedenbouw en landschapsarchitectuur                        | John Lonsdale                        | Jago Van Bergen                 | Nikol Dietz                  | Paul Toornend                                  |  |
| 2002 | Fotografie                                                  | Elspeth Diederix                     | Cuny Janssen                    | Thomas Manneke               | Carla van de Puttelaar                         |  |
| 2002 | Film/Video                                                  | Igor Sevcuk                          | Jasper van den Brink            | Diana Ramaekers              | Saskia Olde Wolbers                            |  |
| 2003 | Beeldhouwen                                                 | Ryan Gander                          | Erik Olofsen                    | Folkert de Jong              | Helmut Dick                                    |  |
| 2004 | Tekenen en Grafiek (eenmalig twee disciplines samengevoegd) | Mariana Castillo Deball              | Derk Thijs                      | Anant Joshi                  | Marijn van Kreij                               |  |
| 2005 | Beeldende Kunst                                             | Lonnie van Brummelen                 | Yael Bartana                    | Esther Tielemans             | Kan Xuan                                       |  |
| 2006 | Architectuur                                                | Ronald Rietveld                      | Daan Petri                      | Eva Pfannes                  | Bas Princen Milica Topalovic                   |  |
| 2007 | Fotografie                                                  | Viviane Sassen                       | Sung Hwan Kim                   | Claire Harvey                | Maartje Korstanje                              |  |
| 2009 | Beeldende Kunst                                             | Nicoline van Harskamp                | Rossella Biscotti               | Ólafur Ólafsson Libia Castro | Sara Rajaei                                    |  |
| 2010 | Architectuur                                                | Olv Klijn                            | Jeroen Steenvoorden Jeroen Spee | Johan Selbing Anouk Vogel    | Thijs van Bijsteveldt Oana Rades               |  |
| 2011 | Beeldende Kunst                                             | Pilvi Takala                         | Vincent Vulsma                  | Priscila Fernandes           | Ben Pointeker                                  |  |
| 2013 | Beeldende Kunst                                             | Falke Pisano                         |                                 |                              |                                                |  |
| 2014 | Architectuur                                                | Donna van Milligen Bielke            |                                 |                              |                                                |  |
| 2015 | Beeldende Kunst                                             | Magali Reus                          |                                 |                              |                                                |  |
| 2017 | Beeldende Kunst                                             | Rana Hamadeh                         |                                 |                              |                                                |  |
| 2018 | Architectuur                                                | Alessandra Covini / Studio Ossidiana |                                 |                              |                                                |  |
| 2019 | Beeldende Kunst                                             | Rory Pilgrim                         |                                 |                              |                                                |  |
| 2021 | Beeldende Kunst                                             | Alexis Blake                         |                                 |                              |                                                |  |
| 2022 | Architectuur                                                | Lesia Topolnyk                       |                                 |                              |                                                |  |
| 2023 | Beeldende Kunst                                             | Jonas Staal                          |                                 |                              |                                                |  |

- (* gedeelde 2e plaats)
- In 2000 en schrikkeljaren vanaf 2008 zijn geen prijzen uitgereikt.

## Prijs van Rome in België

### Schilderkunst, beeldhouwkunst, architectuur, gravure
In 1817 stelde Koning Willem I een tweejaarlijkse Prijs van Rome in aan de Koninklijke Academie voor Schone Kunsten in Antwerpen. Na de scheiding tussen Nederland en België in 1830 werd dit zonder onderbreking verdergezet, en werd de prijs vanaf 1847 jaarlijks. Er waren wedstrijden voor kunstschilders, grafici, beeldhouwers en architecten (aanvankelijk lag de volgorde niet vast; vanaf 1882 kwamen beeldhouwkunst, schilderkunst en architectuur elk om de 3 jaar aan bod en gravure om de 5 jaar).

Het concours was streng gereglementeerd. Tijdens de proef werden de kandidaten opgesloten in loges en mochten met niemand contact hebben (vanuit het romantische idee dat de inspiratie volledig uit de kunstenaar zelf moest komen). De leeftijdgrens voor de deelnemers was 30 jaar (vanaf 1892 was het 31 jaar). In de drie jaren na het einde van de Eerste Wereldoorlog (in 1919, 1920 en 1921) werd uitzonderlijk een dubbel concours georganiseerd: een gewoon concours voor deelnemers onder de 31 jaar en een bijzonder concours voor deelnemers tussen 31 en 35 jaar die door de oorlog de normale leeftijdsgrens hadden overschreden en die op die manier alsnog de kans kregen om deel te nemen. Het reglement schreef verder voor dat slechts zes personen mochten deelnemen aan de definitieve proef. Als er meer inschrijvingen waren – wat meestal het geval was – werd eerst een voorbereidende proef gehouden. De winnaar ontving een beurs voor vier jaar, uitbetaald per semester, waarvan de laatste betaling gebeurde na zijn terugkeer.

Er werd ook een tweede prijs toegekend en een eervolle vermelding. De tweede prijs bestond uit een gouden medaille ter waarde van 300 frank. Als de jury de kwaliteit van het geleverde werk onvoldoende hoog vond, kon zij ook beslissen geen eerste prijs toe te kennen, en zich te beperken tot een tweede prijs.

Vanaf 1851 moest de laureaat een examen afleggen vooraleer hij op reis kon vertrekken. Hierin werd nagegaan of de laureaat geestelijk rijp was om de confrontatie met de kunstwerken uit de Oudheid en de Renaissance aan te gaan. Het examenprogramma was zeer ruim en omvatte kennis van de Franse taal, literatuur, geschiedenis en antropologie.

In 1921 werd het concours grondig gewijzigd. Het werd niet langer georganiseerd aan de Koninklijke Academie voor Schone Kunsten in Antwerpen en het systeem van de loges werd afgeschaft. Kandidaten mochten maximum 26 jaar zijn en moesten zich aanmelden bij de Minister van Wetenschappen en Kunsten. Nadien werd het reglement nog enkele keren gewijzigd, en voor het laatst in 1961. De organisatie lag toen bij de Minister van Openbaar Onderwijs en de wedstrijd stond open voor Belgen tussen 25 en 35 jaar.

### Muziek
Naar analogie met de prijs voor schilderkunst, beeldhouwkunst, architectuur en gravure, werd in 1840 ook een tweejaarlijkse prijs voor muziek ingesteld te Brussel. Het reglement werd in 1849 definitief vastgelegd. Kandidaten moesten zich aanmelden bij de Minister van Binnenlandse Zaken. Ze moesten Belg zijn en maximum 30 jaar oud. De deelnemers werden in loges ondergebracht en mochten tijdens de proef met niemand contact hebben. Na een voorbereidende proef mochten de zes besten deelnemen aan de finale proef. Hun opdracht was een cantate te componeren over een opgegeven onderwerp. Ze kregen daartoe 25 dagen. De winnaar ontving een beurs waarmee hij zich kon gaan vervolmaken in Duitsland, Frankrijk en Italië. Er kon ook een tweede prijs worden toegekend (een gouden medaille ter waarde van 300 frank) alsook een eervolle vermelding. Als de jury de kwaliteit van het geleverde werk onvoldoende hoog vond, kon zij ook beslissen geen eerste prijs toe te kennen, en zich te beperken tot een tweede prijs.

Het reglement werd gewijzigd in 1929 en voor de laatste maal in 1960. 

Alle cantates worden thans bewaard in het Koninklijk Conservatorium in Brussel.
Door de regionalisering van de culturele bevoegdheden in België vanaf de jaren zeventig van de twintigste eeuw verdwenen deze nationale prijzen.

### Laureaten
| - 1819 - Ferdinand de Braekeleer (schilderkunst) - 1821 - Jean Baptiste Louis Maes (schilderkunst) - 1823 - Antoon Van Ysendyck (schilderkunst) - 1826 - Geen eerste prijs toegekend (schilderkunst) - 1828 - Jan Antoon Verschaeren (schilderkunst) - 1830 - Johannes Antonius van der Ven (beeldhouwkunst) - 1832 - Antoine Wiertz (schilderkunst) - 1834 - Gustave De Man (architectuur) - 1836 - Jozef Geefs (beeldhouwkunst) - 1838 - Romain Eugène Van Maldeghem (schilderkunst) - 1840 - Geen eerste prijs toegekend (graveerkunst) - 1841 - Etienne Soubre (muziek) - 1842 - Jan Frans Portaels (schilderkunst) - 1843 - Geen eerste prijs toegekend (muziek) - 1844 - Adolphe Ombrecht (architectuur) - 1845 - Adolphe Samuel (muziek) - 1846 - Jan Geefs (beeldhouwkunst) - 1847 - Joseph Stallaert (schilderkunst) - 1847 - François-Auguste Gevaert (muziek) - 1848 - Corneille-Joseph Bal (graveerkunst) - 1849 - Félix Laureys (architectuur) - 1849 - Alexandre Stadtfeld (muziek) - 1850 - Modeste Carlier (schilderkunst) - 1851 - Jan-Baptist De Boeck (beeldhouwkunst) - 1851 - Eduard Lassen (muziek) - 1852 - Ferdinand Pauwels (schilderkunst) - 1853 - Geen eerste prijs toegekend (architectuur) - 1853 - Geen eerste prijs toegekend (muziek) - 1854 - Désiré Mergaert (schilderkunst) - 1855 - Gustave Biot (graveerkunst) - 1855 - Pierre De Mol (muziek) - 1856 - Gérard Vander Linden (beeldhouwkunst) - 1857 - Polydore Beaufaux (schilderkunst) - 1857 - Peter Benoit (muziek) - 1858 - Jean-Louis Baeckelmans (architectuur) - 1859 - Robert Fabri (beeldhouwkunst) - 1859 - Jean-Théodore Radoux (muziek) - 1860 - Léonce Legendre (schilderkunst) - 1861 - Eugène Jean Copman (graveerkunst) - 1861 - Geen eerste prijs toegekend (muziek) - 1862 - Louis Delacenserie (architectuur) - 1863 - Joannes Van den Bussche (schilderkunst) - 1863 - Henri-Joseph Dupont (muziek) - 1864 - Jean-François Deckers (beeldhouwkunst) - 1865 - André Hennebicq (schilderkunst) - 1865 - Gustave Huberti (muziek) - 1866 - Joseph Naert (architectuur) - 1867 - Ernest Vanden Kerckhove (schilderkunst) - 1867 - Hendrik Waelput (muziek) - 1868 - Geen deelnemers (graveerkunst) - 1869 - Gaston Marchant (beeldhouwkunst) - 1869 - Jan Van den Eeden (muziek) - 1870 - Xavier Mellery (schilderkunst) - 1871 - Frans Ernest Dieltiens (architectuur) | - 1871 - Guillaume De Mol (muziek) - 1872 - Jean Cuypers (beeldhouwkunst) - 1873 - Geen eerste prijs toegekend (schilderkunst) - 1873 - François-Mathieu Servais (muziek) - 1874 - François-Henri Lauwers (graveerkunst) - 1875 - Jean Baptiste De Coster (architectuur) - 1875 - Isidoor De Vos (muziek) - 1876 - Geen eerste prijs toegekend (schilderkunst) - 1877 - Julien Dillens (beeldhouwkunst) - 1877 - Edgar Tinel (muziek) - 1878 - Edward de Jans (schilderkunst) - 1879 - Eugène Geefs (architectuur) - 1879 - Geen eerste prijs toegekend (muziek) - 1880 - Rémy Cogghe (schilderkunst) - 1881 - Louis Lenain (gravure) - 1881 - Sylvain Dupuis (muziek) - 1882 - Guillaume Charlier (beeldhouwkunst) - 1883 - Emile Verbrugge (schilderkunst) - 1883 - Geen eerste prijs toegekend (muziek) - 1884 - Eugeen Dieltiens (architectuur) - 1885 - Jules Anthone (beeldhouwkunst) - 1885 - Léon Du Bois (muziek) - 1886 - Constant Montald (schilderkunst) - 1886 - Willem Van der Veken (graveerkunst) - 1887 - Charles De Wulf (architectuur) - 1887 - Pieter Heckers (muziek) - 1888 - Jules Lagae (beeldhouwkunst) - 1889 - Geen eerste prijs toegekend (schilderkunst) - 1889 - Paul Gilson (muziek) - 1890 - Arthur Verhelle (architectuur) - 1891 - Égide Rombaux (beeldhouwkunst) - 1891 - Paul Lebrun (muziek) - 1892 - Geen eerste prijs toegekend (schilderkunst) - 1893 - Emile Vereecken (architectuur) - 1893 - Lodewijk Mortelmans (muziek) - 1894 - Victor De Haen (beeldhouwkunst) - 1895 - Jean Delville (schilderkunst) - 1895 - Martin Lunssens (muziek) - 1896 - Augustin Cols (architectuur) - 1896 - Arthur Sterck (graveerkunst) - 1897 - Henri Boncquet (beeldhouwkunst) - 1897 - Joseph Jongen (muziek) - 1898 - Emile Vloors (schilderkunst) - 1899 - Joseph Evrard (architectuur) - 1899 - François Rasse (muziek) - 1900 - Frans Huygelen (beeldhouwkunst) - 1901 - Victor Dieu (graveerkunst) - 1901 - Adolphe Biarent (muziek) - 1902 - Triphon De Smet (architectuur) - 1903 - Fernand Gysen (beeldhouwkunst) - 1903 - Albert Dupuis (muziek) - 1904 - Walter Vaes (schilderkunst) - 1905 - Louis Delune (muziek) | - 1906 - Geen eerste prijs toegekend (beeldhouwkunst) - 1906 - Alfred-Florent Duriau (graveerkunst) - 1907 - Geen eerste prijs toegekend (schilderkunst) - 1907 - Charles Radoux-Rogier (muziek) - 1908 - Camillus Van Daele (architectuur) - 1909 - Marcel Rau (beeldhouwkunst) - 1909 - Robert Herberigs (muziek) - 1910 - Jean Colin (schilderkunst) - 1911 - Joseph Huygh (architectuur) - 1911 - Louis Buisseret (graveerkunst) - 1911 - Albert Sarly (muziek) - 1912 - Arthur Dupon (beeldhouwkunst) - 1913 - Geen eerste prijs toegekend (schilderkunst) - 1913 - Léon Jongen (muziek) - 1914 - Joseph Smolderen (architectuur) - 1919 - Geen eerste prijs toegekend (beeldhouwkunst < 31 jr) - 1919 - Jozef Van Goolen (beeldhouwkunst 31-35 jr) - 1920 - Max Van Dyck, (schilderkunst < 31 jr) - 1920 - Alfons Blomme, (schilderkunst 31-35 jr) - 1920 - René Barbier (muziek) - 1921 - Augustin-François Bernard (architectuur < 31 jr) - 1921 - Jan-Albert De Bondt (architectuur 31-35 jr) - 1921 - Fernand Quinet (muziek) - 1923 - Josine Souweine (Beeldhouwkunst 24 jr. Eerste vrouwelijke winnaar) - 1927 - Jan Lauwers (architectuur) - 1928 - Robert Van Cauwenberghe (schilderkunst) - 1932 - Jean Boedts (graveerkunst) - 1932 - Willy Kreitz (beeldhouwkunst) - 1933 - Jozef-Louis Stynen (architectuur) - 1933 - Prosper Van Eechaute (muziek) - 1934 Yvonne Perrin (schilderkunst) - 1934 Peter Colfs (schilderkunst) - 1934 Hugo Van Beveren (schilderkunst) - 1934 Jac. Maes (schilderkunst) - 1935 - Alphonse Darville (graveerkunst) - 1936 - Victor Blommaert (architectuur) - 1937 - Jan Cobbaert (schilderkunst) - 1937 - Jean De Middeleer (muziek) - 1938 - Mark Macken (beeldhouwkunst) - 1939 - Leo De Budt (schilderkunst) - 1940 - Gustave Camus (schilderkunst) - 1941 - Maurits De Vocht (architectuur) - 1943 - Henri Brasseur (schilderkunst) - 1943 - Jean Louël (muziek) - 1944 - Albert Baisieux (graveerkunst) - 1944 - Lode Eyckermans (graveerkunst) - 1945 - Marcel Quinet (muziek) - 1946 - Jos De Maegd (schilderkunst) - 1949 - Geo Vindevogel (beeldhouwkunst) - 1952 - Herman Minner (schilderkunst) - 1953 - Joseph Braun (graveerkunst) - 1956 - Olivier Strebelle (graveerkunst) - 1959 - Jacqueline Fontyn (muziek) - 1961 - Alfons Van Meirvenne (graveerkunst) - 1961 - Jacques Leduc (muziek) - 1965 - Frederik Van Rossum (muziek) - 1967 - Paul Schellekens (architectuur) - 1973 - Maurice Van den Dries (tekenkunst) - 1974 - Serge Gangolf (graveerkunst) |